# Operation Styx
Die Operation Styx (italienisch Operazione Stige) war im Jahr 2018 eine länderübergreifende Operation der Polizei und der Staatsanwaltschaft gegen die italienische ’Ndrangheta, vor allem gegen Teile aus dem Farao-Marincola-Clan. Die Verhaftungen erfolgten in Kalabrien, der Lombardei, Venetien, der Emilia-Romagna, in Piemont, Latium, der Toskana, Kampanien und Deutschland, was die Auswirkungen und die Ausdehnung der 'Ndrangheta zeigt.
Mit dieser Operation fanden Ermittlungen von Seiten der italienischen Polizei und der Staatsanwaltschaft gegen die Cosca di ‘ndrangheta Farao-Marincola, die seit 2003 ihren Anfang nahmen und mit einem Beschluss des italienischen Kassationsgerichtshofes vom 29. Januar 2012 unwiderruflich bestätigt wurden, ihren Abschluss.
Federführend war der italienische Staatsanwalt Nicola Gratteri. In der Nacht zum 9. Januar 2018 wurden dabei 169 Personen verhaftet, darunter auch mehrere in Deutschland lebende Personen. In diesem Zusammenhang wurden Vermögenswerte in Höhe von 50 Millionen Euro beschlagnahmt.
Die Festnahmen in Deutschland erfolgten auf der Grundlage von EU-Haftbefehlen, nachdem die italienischen Strafverfolgungsbehörden ein Rechtshilfeersuchen an Deutschland gerichtet hatten. Weitere Personen wurden unter Hausarrest gestellt. Bekannte Personen aus Deutschland sind darunter die beiden Gastwirte Mario Lavorato aus dem Raum Stuttgart und Nicola Flotta aus Nordrhein-Westfalen. Während Lavorato zu zehn Jahren und acht Monaten Haft verurteilt wurde, erhielt Flotta einen Freispruch. Die Untersuchungen wurden in Baden-Württemberg vom LKA-Beamten Wolfgang Rahm geleitet. Rahm wurde jedoch nach der Operation versetzt und ist nicht mehr in die Mafiaermittlung eingebunden, obwohl er den Willen äußerte, Folgeermittlungen zum Verbleib des Vermögens anzustoßen. Dies führte dazu, dass die baden-württembergische SPD-Fraktion die Landesregierung fragte, ob Vermögen durch die Staatsanwaltschaft beschlagnahmt worden sei. Das von der CDU geführte Innenministerium Baden-Württembergs unter Thomas Strobl antwortete, man habe keine rechtliche Handhabe, um Vermögen zu beschlagnahmen. Staatsanwälte hingegen verwerfen die Meinung des Innenministeriums und sagen, es gebe seit 2017 Möglichkeiten Mafiavermögen zu beschlagnahmen.